# Polányi család

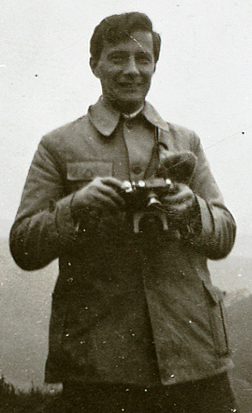
Polányi Mihály, a család egyik kiemelkedő tagja.

A Polányi (Pollacsek) család zsidó eredetű család, amelynek tagjai a magyar történelemben meghatározó szerepet töltöttek be, illetve komoly szerepük volt a magyar szellemi életben.

## A családfa
- A1 Pollacsek Enoch (18. század – ?)
  - B1 Pollacsek Mihály (1790 körül – 1850 körül); neje: Pollacsek Regina
    - C1 Pollacsek Vilmos
    - C2 Pollacsek Adolf (1810 – 1871); neje: Schlesinger Zsófia
      - D1 Pollacsek Mihály (Dluha, 1848 – Budapest, 1905. január 10.) mérnök;[1][2]neje: Wohl Cecília (Vilna, 1862 – 1939. szeptembere) közíró.[3]
        - E1 Polányi (Pollacsek) Laura (Bécs, 1882 – 1959); férje: Striker Sándor (1869 – 1955)
          - F1 Striker Éva Amália (Budapest, 1906. november 13. – New York, 2011. december 30.) Eva Zeisel néven ismert kerámikus, ipari formatervező; férje: Hans Zeislel (1905 – 1992)

        - E2 Polányi (Pollacsek) Adolf (Bécs, 1883 – São Paulo, 1966); neje: Szécsi Frida
          - F1 Polányi Tamás (Thomas G. Polányi, 1918 – 2007); neje: Révész Alíz

        - E3 Polányi (Pollacsek) Károly (Bécs, 1886. október 25. – Pickering (Kanada), 1964. április 23.) gazdaságtörténész, szociálfilozófus, társadalompolitikus; neje: Duczyńska Ilona (Maria Enzersdorf, Ausztria, 1897. március 11. – Pickering, Kanada,  1978. április 23.) újságíró, nyelvész, mérnök, történész.
        - E4 Polányi (Pollacsek) Mihály (Budapest, 1891. március 11. – Northampton, 1976. február 22.) természet- és társadalomtudós, kémikus, közgazdász, filozófus; neje: Kemény Magda
          - F1 Polányi János Károly (John Charles Polanyi, Berlin, 1929. január 23. –) Nobel–díjas vegyész, kémikus, fizikus; neje: Anne Ferrar Davidson

        - E5 Polányi (Pollacsek) Pál (1893 körül – 1904)
        - E6 Polányi (Pollacsek) Zsófia (1888. szeptember 18. – Dachaui koncentrációs tábor (?), 1941 körül); férje: Szécsi Egon (Bécs, 1882. március 13. – Dachaui koncentrációs tábor, 1941. április 7.)
          - F1 Szécsi Károly (1919 július 15. – 1941 körül)

      - D2 Pollacsek Vilma; férje: Seidler Lipót
        - E1 Seidler Ernő (Ungvár, 1886. március 18. – Moszkva, 1938.[4]/1940.[5][6]) magántisztviselő, a magyar Vörös Hadsereg ezredparancsnoka; neje: Mintz Estella Sára
        - E2 Seidler Emmi; férje: Lederer Emil (Plzeň, 1882. július 22. – New York, 1939. május 29.) szociológus.
        - E3 Seidler Irma (1893 – 1911); férje: Réthy Károly (1884 – 1921); festőművész, Lukács György fiatalkori szerelme.

      - D3 Pollacsek Teréz; férje: ismeretlen
        - E1 Pór Ödön (1883 – 1973 körül)

      - D4 Pollacsek Klementina (1844 – ?); férje Dr. Polgárdy Lipót (1828–1901)[7]
      - D5 Pollacsek Lujza (1846 – ?); férje: Schlesinger Gyula
        - E1 Schlesinger Sámuel Ármin (Szabó Ervin) (Szlanica, Árva vármegye, 1877. augusztus 23. – Budapest, 1918. szeptember 30.) társadalomtudós, könyvtáros, könyvtárigazgató, anarcho–szindikalista forradalmár.

      - D6 Pollacsek Károly (1845 körül – ?); neje: Pollacsek Irma
        - E1 Pollacsek Matild; férje: Vedres (Weinberger) Márk (Ungvár, 1870. szeptember 13. – Budapest, 1961. augusztus 12.) szobrász

## A család eredete
A család keletről indult, Oroszországból. Kárpátalján, Ungváron a 18. században működött egy malom, amely a család birtokában volt. Árva vármegyében gazdálkodott a család első ismert tagja, Pollacsek Enoch, aki az összes többi járási zsidóknál több adót fizetett. A család egy része később, a 19. század végén Bécsbe költözött.

## Fordítás
- Ez a szócikk részben vagy egészben  a   Polányi című angol Wikipédia-szócikk fordításán alapul.  Az eredeti cikk szerkesztőit annak laptörténete sorolja fel. Ez a jelzés csupán a megfogalmazás eredetét és a szerzői jogokat jelzi, nem szolgál a cikkben szereplő információk forrásmegjelöléseként.